# 412 (číslo)
Čtyři sta dvanáct je přirozené číslo. Následuje po číslu čtyři sta jedenáct a předchází číslu čtyři sta třináct. Římskými číslicemi se zapisuje CDXII a řeckými číslicemi υιβ.

## Matematika
412 je:
- Deficientní číslo
- Složené číslo
- Nešťastné číslo

## Astronomie
- (412) Elisabetha je planetka hlavního pásu, kterou objevil v roce 1896 Max Wolf

## Roky
- 412
- 412 př. n. l.